# Млад икавски диалект
Младият икавски диалект или субдиалект е икавски изговор в диалектния континуум и на хърватския и на сръбския езици. В този смисъл този общ сърбохърватски диалектен ареал е най-спорен и в исторически план между двата съседни народа и езици - виж Република Сръбска Крайна.

## История и характеристики
Този говор или западнощокавски хърватски диалект (наричан още босанско-далматински) е разпространен в Западна Босна и Херцеговина, Далмация, Лика, и във Войводина сред буневците и шокците.
Хърватската история разглежда тези говорни територии без Войводина като старохърватски, които от 16 век насетне били новозаселени по протежение на военната граница от сърби и бошняци. По тази причина се формирала и компактна другоезична и етническа общност под влиянието на която се обособил този новощокавски хърватски диалект. Говорът му е икавски, който автоматично го изключва като припознаване от сръбска страна. Официалните сръбски наречия са екавски и йекавски, като на основата на дубровнишкия говор от последните е базиран и общия сърбохърватски език през 1850 г., съгласно Виенския книжовен договор. Хърватските изговори са предимно икавски, но и йекавски. Сръбски икавски говори се срещат само в няколко селища около Ливно и в Далмация.
Говорът е определян като новощокавски понеже се е формирал под източно влияние, като старото хърватско население говорещо на чакавско наречие избягало през 16-и и 17 век от турците към Австрия и Италия (градишчански и молизански хървати). На практика именно този говор е по протежение и в контактната сърбо-хърватска зона на общия диалектен континуум.